# Шарль Франсуа Філібер Массон
Шарль Франсуа Філібер Массон (1762, Бламон, Франція — 1807, Кобленц, Німеччина) — французький педагог і літератор, що протягом десяти років прожив у Росії.

## Біографія
Протягом десяти років цей француз прожив у Росії, що дозволило йому добре ознайомитися з традиціями, культурою та побутом імперії. Приїхавши до Петербурга в 1786 р., де служив його старший брат, Массон був прийнятий на викладацьку роботу до Артилерійського та інженерного кадетського корпусу, встановив там дружні взаємини з дещо молодшим від себе ровесником Олексієм Андрійовичем Аракчеєвим (1769—1834). З 1789 р. Массон був секретарем Салтикова Миколи Івановича (1736—1816) та гувернером його дітей. В 1795 р. він був призначений особистим секретарем великого князя Олександра Павловича. Проте вже через рік після цього, зі смертю Катерини ІІ та сходженням на трон Павла І, він разом з братом зазнав немилості від нового царя, внаслідок обидва повинні були назавжди залишити Росію. Незабаром у французькій столиці були видані його «Секретні записки про Росію», які одразу здобули шалений успіх й кілька разів перевидавалися, зокрема, й у перекладах іншими мовами. Від багатьох інших французьких авторів, що писали в той час про імперію Романових, Массона вигідно вирізняло те, що він особисто був знайомий з країною та багатьма особами, про яких писав. Так, він згадує, між іншим, про близьке знайомство з братами Розумовськими, синами колишнього гетьмана України. Повідомляючи про свої бесіди з Олексієм Кириловичем, Массон зауважує, що той не цурався свого козацького коріння й мав «у своїй кімнаті портрет батька в українському костюмі, котрий йому подобалося показувати». Безумовно, Розумовські були одними з інформаторів французького автора стосовно України, проте коло його спілкування з представниками колишньої «козацької країни» не обмежувалися лише гетьманичами. Він відмічає також своє знайомство з представниками козацької еліти, з якої дехто, як занотовує Массон, отримав гарну освіту й «говорив французькою і навіть німецькою».
Зважаючи на популярність праці Массона, його оригінальний козакознавчий нарис також здобув широку відомість, доповнивши французьку історіографію новими фактами про Україну та її населення в нових умовах, після остаточної втрати автономних засад й уніфікації її земель з рештою провінцій Росії. Дослідник мав унікальну змогу на власні очі побачити з натури життя, побут, звички та військові навички останніх реліктів запорозького козацтва, що відходило в небуття. Повідомлення та думки Массона цікаві тим, що не повторюють свідчення інших авторів, а є повністю оригінальним продуктом. Массон не виокремлює українців з загальною сукупності «козацької нації». Він розглядає їх, подібно до решти козацького загалу, як своєрідних дикунів і варварів на околиці Європи, самобутній лад яких поступово нищиться Російською імперією. В той же час саме цей руйнівний і невпинний наступ російського деспотизму й зумовлює певну авторську симпатію до козаків, як носіїв свобод і вольностей первісної демократії, що поступово занепадає під тиском тиранії. Сприйняття козаків саме у трактуванні Массона отримало велике поширення у французькому суспільстві наполеонівської доби, зважаючи на постійні війни з Росією, в ході яких Франція особисто отримала змогу познайомитися з козацькими загонами.

## Ставлення до України
Розповідаючи про російські справи, автор «Секретних записок» часто торкається й подій, пов'язаних з теренами сучасної України, на яких сам Массон мав змогу побувати, спостерігаючи за життям, побутом, звичаями та культурою місцевого населення. Пишучи про українських козаків, він дещо хвалькувато зазначає, що його свідчення належать «людині, яка воювала разом з ними, оглянула їхню країну та вивчила їхні звичаї й історію». Як випливає з цих слів, Массон особисто відвідав театр бойових дій російсько-турецької війни 1787—1791 рр. Багато уваги автор приділяє аналізу поточної російської політики в Україні. Говорячи про заснування Потьомкіним нових південних міст, Массон називає їх 
| «дуже гарними клітками, але позбавленими ще будь-яких пташок. А ті, яких намагаються туди притягнути, скоріше там загинуть від розчарувань, якщо не зможуть звідти улетіти. Російський уряд — це пригнічувач і завойовник. Росіянин — воїтель і руйнівник. З тих пір, як Таврида була завойована, вона перетворилася на пустелю». |
Така похмура картина повністю дисонувала з захопленими відгуками очевидців гучної подорожі 1787 р. до Криму. Даючи зневажливу оцінку творчому потенціалу імперії, Массон згадує іронічні слова Йосифа ІІ, який разом з Катериною ІІ заклав камінь у фундамент Катеринослава: «Я закінчив велику справу в один день з імператрицею Росії, вона заклала перший камінь міста, а я останній». Немов би підтверджуючи виголошену тезу конкретними фактами, Массон згадує про скасування багатьох новацій імператриці її наступником, в тому числі й знищення навіть пам'яті про неї у назві міста, заснованого на її честь.
Массон співчутливо ставиться до втрати Україною державної автономії й вважає Мазепу останнім видатним українським гетьманом, якому не пощастило вивільнити свій народ від російського рабства. Всі наступні керманичі України, по суті, мали декоративну владу й призначалися з Петербурга.

## Массон про козаків
Проте найбільший інтерес у вивченні українознавчого аспекту твору являє собою окрема глава «Секретних записок», присвячена козацтву. Хоча, пишучи про це в цілому, автор «Секретних записок» не виділяє окремо регіональні козацькі війська Росії, головну увагу він, звичайно, звертає насамперед на українських козаків, як найбільш відомих у Європі. Запорожців, вслід за Вольтером, Массон порівнює з амазонками. Можливо, саме негативізмом по відношенню до росіян пояснюються значні авторські симпатії до цих волелюбних і досвідчених степових воїнів, які впродовж століть були надійними захисниками своєї рідної землі. В той же час Массон не ідеалізує козаків, вважаючи їх здебільшого дикунами, варварами, грабіжниками, що несуть чужим народам тільки смерть і руйнування. Мабуть, саме тому козацькі формування він часто називає племенами, а наявність поміж козаками освічених людей розглядає як річ дивовижну й унікальну. Автор відзначає, що військова могутність і чисельність козацтва зростала протягом кількох століть. Це дозволило йому в XVII ст. утворити майже самостійну державу республіканського типу, яка на певних умовах із збереженням своєї автономії визнала владу московських царів. Останнім уламком цього доволі потужного напівдержавного утворення стала Запорозька Січ, ліквідована в 1775 р. Массон коротко подає характеристику козацьких звичаїв і порядків, озброєння, влаштування побуту на Запоріжжі. Порівнюючи козаків, яких Массон розглядає як своєрідну націю, з росіянами, він зазначає абсолютну навіть зовнішню відмінність між ними: 
| «Козаки не мають нічого спільного з росіянами, хіба що грецьку релігію та зіпсовану мову… Козаки здебільшого більш вродливі, більш високі, більш спритні, більш винахідливі й особливо більш хоробрі від росіян; менше звиклі до рабства, й набагато волелюбніші». |
Така теза цікава тим, що відрізняється від офіційної російської позиції, яка почала вже відбиватися й у французькій науковій літературі, про тотожність всіх малоросіян, зокрема, й козаків, з великоросіянами. Відзначаючи активну роль Г. Потьомкіна, який останнім отримав титул козацького гетьмана, в ліквідації Січі, Массон зауважує, що князь був значною мірою протектором козаків і навіть часто захищав їх від свавілля російського офіцерства, зокрема, він намагався прирівняти козацькі старшинські чини до відповідних військових звань в російській армії. Смерть Потьомкіна, як пише Массон, позбавила українських козаків цього останнього захисника. Після завершення війни з турками Катерина ІІ, «цариця-філософ», почала масове переселення запорожців всупереч їхньому бажанню на Кубань і в Крим, де в малопридатних і незручних для проживання умовах козаки мали стати живим бар'єром проти розлючених горців і кочовиків. Козацькі землі та їх населення стали здобиччю російських генералів. Особливо поміж них Массон відзначає Хорвата Осипа Івановича, катеринославського намісника в 1795—1796 рр., наближеного до останнього фаворита цариці Зубова.
Аналізуючи теперішній стан козацтва та політику щодо нього російського уряду, автор підсумовує: 

| «Після постійних прелюдій і спроб розчинити козацьку націю в російському народі, закінчили тим, що поділили їхню країну на шматки й включили їх до сусідніх провінцій, переважно у складі просторої Катеринославської губернії. Це самовільне роздроблення завдало останнього удару по незалежності козаків, які змушені були з тих пір асимілюватися з російськими рабами та припинити утворювати окреме національне тіло. Посягнувши одного разу на права народів, деспотизм не зміг більше зупинитися. Найменша пауза його паралізує. Він змушений йти таким чином, щоб міцно триматися на ногах. Так буде доти, доки або він не впаде до безодні й не розіб'ється, або не зламається під вагою обставин, які сам же на себе й звалив… Козацька нація перебуває зараз у стані кризи; вона хвилюється і борсається під ногою колоса, який її розчавлює». |
Сприйнявши революційні ідеї, Массон нещадно таврує ганьбою російський царизм, який зазіхає на права інших народів. Автор виголошує сподівання на швидке руйнування цього деспотичного ладу.